# Charles d'Anjou (mort en 1404)
Pour les articles homonymes, voir Charles d'Anjou.
Charles d'Anjou, mort le 17 mai 1404, est un prince de la Maison de Valois-Anjou, fils de Louis Ier d'Anjou et de Marie de Blois.

## Biographie
Charles d'Anjou, appelé le prince de Tarente, est le second fils de Louis Ier d'Anjou et de Marie de Blois,.
Il est prince de Tarente, duc de Calabre,, comte de Roussillon, du Maine, d'Étampes, de Gien et de Beaufort.
Dans son testament, son père Louis Ier d'Anjou prévoit de lui laisser le comté de Roucy, le comté de Guise et la terre de Chilly,. Il hérite des comtés d'Étampes et de Gien à l'avènement de son frère Louis II d'Anjou. Il est adoubé par le roi Charles VI à Saint-Denis le 2 mai 1389, en même temps que son frère Louis II d'Anjou.
Le 6 octobre 1399, son frère Louis II d'Anjou lui donne les seigneuries provençales d'Isle-Saint-Geniès, Martigues, Berre, Istres, Lançon et Rognac en partie. Il part dans le royaume de Naples avec lui en 1401. Louis II d'Anjou fait de Charles son gouverneur et lieutenant général en Provence en son absence. Il est adopté par Guillaume III Roger de Beaufort, qui lui donne son comté de Beaufort.
Il reste sans alliance, malgré un projet de mariage, non abouti, avec la fille de Thomas San Severino, duc de Venosa, discuté 1397. Charles d'Anjou meurt le 17 mai 1404 à Angers.

## Héraldique
Anjou moderne, brisé d'un lion d'argent mis en franc-canton au canton dextre.